# Terry McBride
Terry McBride (Austin (Texas), 16 september 1958) is een Amerikaanse countryzanger, -basgitarist en songwriter.

## Biografie
Tussen 1989 en 1994 en opnieuw van 2000 tot 2002, was McBride de zanger en basgitarist in de band McBride & the Ride, een countryband die vier studioalbums opnam en meer dan tien singles in de Billboard Hot Country Songs-hitlijsten bracht. Hij is ook de zoon van countryzanger Dale McBride uit de jaren 1970. Nadat McBride & the Ride in 1994 werd ontbonden, vond hij werk als songwriter, waarbij countryduo Brooks & Dunn meer dan twintig van zijn nummers opnam. Dit cijfer bevat de #1-hits If You See Him/If You See Her (opgenomen met Reba McEntire) en Play Something Country. Daarnaast schreef McBride mee aan de single Stay with Me (Brass Bed) van Josh Gracin uit 2005. Voor zijn bijdragen als songwriter heeft McBride 12 prijzen gewonnen van Broadcast Music Incorporated. McBride schreef ook mee aan Reba McEntire's single I Keep On Loving You uit 2010, Casey James' single Let's Don't Call It a Night uit 2011 en verschillende nummers op het debuutalbum van voormalig Brooks & Dunn-lid Ronnie Dunn. In 2017 bracht McBride zijn eerste uitgebreide solo-plaat Hotels & Highways uit. In 2018 plaatste McBride op zijn Instagram-pagina dat hij in de studio was en samen met producent Luke Laird aan een nieuw album werkte.

## Discografie

### Terry McBride
- 2017: Hotels & Highways

### McBride & the Ride
- 1990: Burnin' Up the Road
- 1992: Sacred Ground
- 1993: Hurry Sundown
- 1994: Terry McBride & the Ride
- 2002: Amarillo Sky

### Songwriting Credits
| Discography           | Discography                          | Discography                                       | Discography                                      | Discography     |
| Artiest               | Album                                | Song                                              | Mede-geschreven met                              | Opmerking       |
| --------------------- | ------------------------------------ | ------------------------------------------------- | ------------------------------------------------ | --------------- |
| Alan Jackson          | Thirty Miles West (2012)             | Gonna Come Back as a Country Song                 | Chris Stapleton                                  | Album cut       |
| Brooks and Dunn       | Borderline (1996)                    | I Am That Man                                     | Monty Powell                                     | Single          |
| Brooks and Dunn       | The Greatest Hits Collection (1997)  | He's Got You                                      | Ronnie Dunn                                      | Single          |
| Brooks and Dunn       | If You See Her (1998)                | I Can't Get Over You                              | Ronnie Dunn                                      | Single          |
| Brooks and Dunn       | If You See Her (1998)                | If You See Her                                    | Tommy Lee James, Jennifer Kimball                | Single          |
| Brooks and Dunn       | If You See Her (1998)                | Your Love Don't Take a Backseat to Nothing        | Kix Brooks, Ronnie Dunn                          | Album cut       |
| Brooks and Dunn       | Tight Rope (1999)                    | Goin' Under Gettin' Over You                      | Ronnie Dunn                                      | Album cut       |
| Brooks and Dunn       | Tight Rope (1999)                    | Hurt Train                                        | Ronnie Dunn                                      | Album cut       |
| Brooks and Dunn       | Tight Rope (1999)                    | You'll Always Be Loved By Me                      | Ronnie Dunn                                      | Single          |
| Brooks and Dunn       | Tight Rope (1999)                    | Beer Thirty                                       | Ronnie Dunn                                      | Single          |
| Brooks and Dunn       | Tight Rope (1999)                    | All Out of Love                                   | Ronnie Dunn                                      | Album cut       |
| Brooks and Dunn       | Steers & Stripes (2001)              | Good Girls Go to Heaven                           | Ronnie Dunn, Shawn Camp                          | Album cut       |
| Brooks and Dunn       | Steers & Stripes (2001)              | Deny, Deny, Deny                                  | Kix Brooks, Ronnie Dunn, Shawn Camp, Bob DiPiero | Album cut       |
| Brooks and Dunn       | Steers & Stripes (2001)              | Lucky Me, Lonely You                              | Kix Brooks, Ronnie Dunn, Shawn Camp, Bob DiPiero | Album cut       |
| Brooks and Dunn       | Red Dirt Road (2003)                 | That's What She Gets for Loving Me                | Ronnie Dunn                                      | Single          |
| Brooks and Dunn       | Red Dirt Road (2003)                 | Feels Good Don't It                               | Ronnie Dunn                                      | Album cut       |
| Brooks and Dunn       | Red Dirt Road (2003)                 | She Was Born to Run                               | Ronnie Dunn, Kenny Beard                         | Album cut       |
| Brooks and Dunn       | Hillbilly Deluxe (2005)              | Play Something Country                            | Ronnie Dunn                                      | Single          |
| Brooks and Dunn       | Hillbilly Deluxe (2005)              | She's About as Lonely as I'm Going to Let Her Get | Ronnie Dunn                                      | Album cut       |
| Brooks and Dunn       | Hillbilly Deluxe (2005)              | Whiskey Do My Talkin'                             | Ronnie Dunn                                      | Album cut       |
| Brooks and Dunn       | Hillbilly Deluxe (2005)              | Just Another Neon Night                           | Ronnie Dunn                                      | Album cut       |
| Brooks and Dunn       | Hillbilly Deluxe (2005)              | I May Never Get Over You                          | Ronnie Dunn                                      | Album cut       |
| Brooks and Dunn       | Cowboy Town (2007)                   | Proud of the House We Built                       | Ronnie Dunn, Marv Green                          | Single          |
| Brooks and Dunn       | Cowboy Town (2007)                   | Cowgirls Don't Cry                                | Ronnie Dunn                                      | Single          |
| Brooks and Dunn       | Cowboy Town (2007)                   | Tequila                                           | Ronnie Dunn                                      | Album cut       |
| Casey James           | Casey James (2012)                   | Let's Don't Call It a Night                       | Casey James, Brice Long                          | Single          |
| Casey James           | Casey James (2012)                   | Love the Way You Miss Me                          | Casey James, Brice Long                          | Album cut       |
| Clare Dunn            | Clare Dunn                           | Cowboy Side of You                                | Clare Dunn, Brandon Hood                         | Album cut       |
| Cody Johnson          | Gotta Be Me (2016)                   | Every Scar Has A Story                            | Cody Johnson                                     | Album cut       |
| Cole Swindell         | You Should Be Here                   | Up                                                | Brad Tursi                                       | Album cut       |
| David Ball            | Starlite Lounge                      | Hangin' in and Hangin' On                         | Gary Nicholson, Ray Herndon, Billy Thomas        | Album cut       |
| David Ball            | Play                                 | Hasta Luego My Love                               | Tommy Lee James, Jennifer Kimball                | Album cut       |
| Easton Corbin         | About to Get Real (2015)             | Are You With Me                                   | Tommy Lee James, Shane McAnally                  | Single          |
| Easton Corbin         | About to Get Real (2015)             | Wild Women and Whiskey                            | Ronnie Dunn                                      | Album cut       |
| Emerson Drive         | Tilt a Whirl (2015)                  | Till the Summer's Gone                            | Skip Black, Matt Nolen                           | Single (Canada) |
| Garth Brooks          | Man Against Machine (2014)           | All-American Kid                                  | Craig Campbell, Brice Long                       | Album cut       |
| George Canyon         | I Got This (2016)                    | Lifetime                                          | George Canyon, Brice Long                        | Album cut       |
| George Ducas          | George Ducas (1994)                  | Teardrops                                         | George Ducas                                     | Single          |
| George Strait         | Always Never the Same (1999)         | Always Never the Same                             | Marv Green                                       | Album cut       |
| George Strait         | Lead On (1994)                       | Nobody Has to Get Hurt                            | Jim Lauderdale                                   | Album cut       |
| Gord Bamford          | Is It Friday Yet? (2012)             | Farm Girl Strong                                  | Gord Bamford, Byron Hill                         | Single          |
| Gord Bamford          | Is It Friday Yet? (2012)             | She Makes Me Look Good                            | Gord Bamford, Byron Hill                         | Album cut       |
| Gretchen Wilson       | I Got Your Country Right Here (2010) | Outlaws and Renegades                             | Chris Stapleton                                  | Album cut       |
| Hank Williams jr.     | It's About Time (2016)               | Those Days Are Gone                               | Chris Janson, Brice Long                         | Album cut       |
| Jack Ingram           | Live Wherever You Are (2006)         | How Many Days?                                    | Jim Lauderdale                                   | Album cut       |
| James Otto            | Shake What God Gave Ya (2010)        | She Comes To Me                                   | Chris Stapleton                                  | Album cut       |
| Jason Michael Carroll | Waitin' in the Country (2007)        | Let It Rain                                       | Jason Michael Carroll                            | Album cut       |
| Jedd Hughes           | Transcontinental (2004)              | I'm Your Man                                      | Jedd Hughes, Josh Leo                            | Album cut       |
| Jedd Hughes           | Transcontinental (2004)              | I'll Keep Movin'                                  | Jedd Hughes                                      | Album cut       |
| Jedd Hughes           | Transcontinental (2004)              | Snake in the Grass                                | Jedd Hughes                                      | Album cut       |
| Jedd Hughes           | Transcontinental (2004)              | Time to Say Goodnight (Sweet Dreams Baby)         | Jedd Hughes, Tommy Lee James                     | Album cut       |
| Jedd Hughes           | Transcontinental (2004)              | I Don't Have a Clue                               | Jedd Hughes, Al Anderson                         | Album cut       |
| Jedd Hughes           | Transcontinental (2004)              | Soldier for the Lonely                            | Jedd Hughes                                      | Single          |
| Jedd Hughes           | Transcontinental (2004)              | High Lonesome                                     | Jedd Hughes, Billy Burnette                      | Single          |
| Jedd Hughes           | Transcontinental (2004)              | All Mixed Up                                      | Jedd Hughes, Bruce Robison                       | Album cut       |
| Jedd Hughes           | Transcontinental (2004)              | The Only Girl in Town                             | Jedd Hughes                                      | Album cut       |
| Jedd Hughes           | Transcontinental (2004)              | Damn! You Feel Good                               | Jedd Hughes                                      | Album cut       |
| Jim Lauderdale        | This Changes Everything (2016)       | You Turn Me Around                                | Jim Lauderdale                                   | Album cut       |
| John Anderson         | 8 Seconds                            | Burnin' Up the Road                               | Bill Carter, Ruth Ellsworth                      | Album cut       |
| Josh Gracin           | Josh Gracin (2004)                   | Stay with Me (Brass Bed)                          | Brett James, Jedd Hughes                         | Single          |
| Josh Ward             | More Than I Deserve (2018)           | All About Lovin'                                  | Chris Stapleton, Brice Long                      | Single          |
| Josh Ward             | More Than I Deserve (2018)           | Say Hello to Goodbye                              | Marv Green                                       | Album cut       |
| Josh Ward             | More Than I Deserve (2018)           | Another Heartache                                 | Brice Long, Brinley Addington                    | Album cut       |
| Kix Brooks            | New to This Town (2012)              | New to This Town                                  | Kix Brooks, Marv Green                           | Single          |
| Kenny Rogers          | There You Go Again (2000)            | There You Go Again                                | Tommy Lee James, Jennifer Kimball                | Single          |
| Lonesome River Band   | Still Learning (2010)                | High Lonesome                                     | Jedd Hughes, Billy Burnette                      | Album cut       |
| Lost Frequencies      | Less Is More                         | Are You With Me                                   | Tommy Lee James, Jennifer Kimball                | Single          |
| McBride & The Ride    | Burnin' Up The Road (1990)           | Ain't No Big Deal                                 | Bill Carter, Ruth Ellsworth                      | Album cut       |
| McBride & The Ride    | Burnin' Up The Road (1990)           | Felica                                            | Bill Carter, Ruth Ellsworth                      | Album cut       |
| McBride & The Ride    | Burnin' Up The Road (1990)           | Same Old Star                                     | Bill Carter, Ruth Ellsworth, Gary Nicholson      | Single          |
| McBride & The Ride    | Burnin' Up The Road (1990)           | Every Step of the Way                             | Bill Carter, Ruth Ellsworth                      | Album cut       |
| McBride & The Ride    | Burnin' Up The Road (1990)           | Chains of Memory                                  | Bill Carter, Ruth Ellsworth                      | Album cut       |
| McBride & The Ride    | Burnin' Up The Road (1990)           | Can I Count On You                                | Bill Carter, Ruth Ellsworth                      | Single          |
| McBride & The Ride    | Burnin' Up The Road (1990)           | Burnin' Up the Road                               | Bill Carter, Ruth Ellsworth                      | Album cut       |
| McBride & The Ride    | Burnin' Up The Road (1990)           | Nobody's Fool                                     | Bill Carter, Ruth Ellsworth                      | Album cut       |
| McBride & The Ride    | Burnin' Up The Road (1990)           | Turn to Blue                                      | Rosie Flores                                     | Album cut       |
| McBride & The Ride    | Sacred Ground]                       | Love's On the Line                                | Gary Nicholson                                   | Album cut       |
| McBride & The Ride    | Sacred Ground]                       | Makin' Real Good Time                             | Allen Shamblin                                   | Album cut       |
| McBride & The Ride    | Sacred Ground]                       | "Going Out of My Mind                             | Kostas                                           | Single          |
| McBride & The Ride    | Sacred Ground]                       | Trick Rider                                       | Bill Carter, Ruth Ellsworth                      | Album cut       |
| McBride & The Ride    | Sacred Ground]                       | I'm the One                                       | Gary Nicholson                                   | Album cut       |
| McBride & The Ride    | Sacred Ground]                       | Just One Night                                    |                                                  | Single          |
| McBride & The Ride    | Hurry Sundown (1993)                 | Don't Be Mean to Me                               |                                                  | Album cut       |
| McBride & The Ride    | Hurry Sundown (1993)                 | The Promised Land                                 | Bob DiPiero, John Scott Sherill                  | Album cut       |
| McBride & The Ride    | Hurry Sundown (1993)                 | Hangin' In and Hangin' On                         | Billy Thomas, Ray Herndon, Gary Nicholson        | Album cut       |
| McBride & The Ride    | Hurry Sundown (1993)                 | Tell Me Again                                     | Walt Aldridge                                    | Album cut       |
| McBride & The Ride    | Hurry Sundown (1993)                 | Cream of the Crop                                 | Ronny Scaife                                     | Album cut       |
| McBride & The Ride    | Hurry Sundown (1993)                 | Hold Onto Me and Let Go of the Past               | Curtis Wright                                    | Album cut       |
| McBride & The Ride    | 8 Seconds                            | No More Cryin'                                    | Josh Leo                                         | Single          |
| McBride & The Ride    | Terry McBride & The Ride (1994)      | Teardrops                                         | George Ducas                                     | Album cut       |
| McBride & The Ride    | Terry McBride & The Ride (1994)      | I'd Be Lyin'                                      | Josh Leo                                         | Album cut       |
| McBride & The Ride    | Terry McBride & The Ride (1994)      | I'll See You Again Someday                        | Tim Mensey                                       | Album cut       |
| McBride & The Ride    | Terry McBride & The Ride (1994)      | He's Living in My Dreams                          | Walt Aldridge                                    | Album cut       |
| McBride & The Ride    | Amarillo Sky (2002)                  | Sure Feels Like It                                | Steve Bogard, Marv Green                         | Album cut       |
| McBride & The Ride    | Amarillo Sky (2002)                  | Anything that Touches You                         | Steve Bogard, Marv Green                         | Single          |
| McBride & The Ride    | Amarillo Sky (2002)                  | You Take My Heart There                           | Marv Green                                       | Album cut       |
| McBride & The Ride    | Amarillo Sky (2002)                  | Leave Her with Me                                 | Vicky McGehee, Wendell Mobley                    | Album cut       |
| McBride & The Ride    | Amarillo Sky (2002)                  | Yours                                             | Ray Herndon, Billy Thomas, Gary Nicholson        | Album cut       |
| McBride & The Ride    | Amarillo Sky (2002)                  | Hasta Luego                                       | Tommy Lee James, Jennifer Kimball                | Album cut       |
| McBride & The Ride    | Amarillo Sky (2002)                  | When Somebody Loves You                           | Ray Herndon, Billy Thomas, Gary Nicholson        | Album cut       |
| Reba McEntire         | If You See Him (1998)                | If You See Him                                    | Tommy Lee James, Jennifer Kimball                | Single          |
| Reba McEntire         | All the Woman I Am (2008)            | A Little Want To                                  | Brice Long                                       | Album cut       |
| Reba McEntire         | Keep On Loving You (2009)            | I Keep On Loving You                              | Ronnie Dunn                                      | Single          |
| Ricky Van Shelton     | Fried Green Tomatoes                 | I'm the One                                       | Gary Nicholson                                   | Album cut       |
| Ronnie Dunn           |                                      |                                                   |                                                  |                 |
| Ronnie Dunn (2011)    | How Far to Waco                      | Ronnie Dunn                                       | Album cut                                        |                 |
| Ronnie Dunn (2011)    | I Can't Help Myself                  | Ronnie Dunn                                       | Album cut                                        |                 |
| Ronnie Dunn (2011)    | Love Owes Me One                     | Ronnie Dunn, Bobby Pinson                         | Album cut                                        |                 |
| Rosie Flores          | Dance Hall Dreams (1999)             | Little Bit More                                   | Rosie Flores                                     | Album cut       |
| Trace Adkins          | Something's Going On (2017)          | Ain't Just the Whiskey Talkin'                    | Brett Beavers                                    | Album cut       |
| Triston Marez         | That Was All Me (2019)               | Dizzy                                             | Brice Long, Ryan Griffin                         | Album cut       |
| Wade Hayes            | Highways & Heartaches (2000)         | Up and Down                                       | Marv Green                                       | Album cut       |

## Awards en nominaties

### AlsMcBride & The Ride
| Jaar | Ceremonie                        | Categorie                          | Genomineerd werk   | Resultaat   |
| ---- | -------------------------------- | ---------------------------------- | ------------------ | ----------- |
| 1992 | Academy of Country Music Awards  | New Vocal Duo or Group of the Year | McBride & The Ride | Genomineerd |
| 1992 | Country Music Association Awards | Vocal Group of the Year            | McBride & The Ride | Genomineerd |
| 1993 | Academy of Country Music Awards  | Vocal Group of the Year            | McBride & The Ride | Genomineerd |

### Awards & nominaties voor Terry McBride's composities
| Year | Ceremonie                        | Categorie                                        | Artiest(en)                     | Genomineerd werk              | Resultaat   |
| ---- | -------------------------------- | ------------------------------------------------ | ------------------------------- | ----------------------------- | ----------- |
| 1998 | Academy of Country Music Awards  | Vocal Event of the Year                          | Brooks & Dunn met Reba McEntire | If You See Him/If You See Her | Genomineerd |
| 2008 | Academy of Country Music Awards  | Vocal Event of the Year                          | Brooks & Dunn met Reba McEntire | Cowgirls Don't Cry            | Genomineerd |
| 2009 | BMI Awards                       | President's Award                                | Brooks & Dunn met Reba McEntire | Cowgirls Don't Cry            | Gewonnen    |
| 2008 | CMT Awards                       | Duo Video of the Year                            | Brooks & Dunn                   | Proud of the House We Built   | Genomineerd |
| 2009 | CMT Awards                       | Duo Video of the Year                            | Brooks & Dunn met Reba McEntire | Cowgirls Don't Cry            | Genomineerd |
| 1998 | Country Music Association Awards | Vocal Event of the Year                          | Brooks & Dunn met Reba McEntire | If You See Him/If You See Her | Genomineerd |
| 2008 | Country Music Association Awards | Vocal Event of the Year                          | Brooks & Dunn met Reba McEntire | Cowgirls Don't Cry            | Genomineerd |
| 1998 | Grammy Awards                    | Best Country Collaboration with Vocals           | Brooks & Dunn met Reba McEntire | If You See Him/If You See Her | Genomineerd |
| 2000 | Grammy Awards                    | Best Country Collaboration with Vocals           | Brooks & Dunn                   | You'll Always Be Loved By Me  | Genomineerd |
| 2005 | Grammy Awards                    | Best Country Vocal Performance by a Duo or Group | Brooks & Dunn                   | Play Something Country        | Genomineerd |
| 2007 | Grammy Awards                    | Best Country Vocal Performance by a Duo or Group | Brooks & Dunn                   | Proud of the House We Built   | Genomineerd |
| 2009 | Grammy Awards                    | Best Country Vocal Performance by a Duo or Group | Brooks & Dunn                   | Cowgirls Don't Cry            | Genomineerd |

- Bibsys: 14049421
- International Standard Name Identifier: 0000 0000 4071 1502
- Library of Congress Control Number: n2006085292
- MusicBrainz: e37f5406-4d5b-473b-bd05-bd685c70b09b
- Virtual International Authority File: 31432104
- WorldCat: E39PBJfrTktpjwRVmHVTHRdPcP